# Leptoceratopsidae
Leptoceratopsidae byla čeleď ptakopánvých ceratopsianních dinosaurů, žijících v období pozdní křídy (zhruba posledních 20 milionů let existence neptačích dinosaurů).

## Popis
Podobali se obecně všem ostatním ceratopsům, ale obvykle byli menších rozměrů a celkově vývojově primitivnější. Dosud byly jejich fosilie objeveny výlučně v Asii a na západě Severní Ameriky, jedinou výjimkou by mohla být kontroverzní kost z Austrálie (Serendipaceratops). Právě severoamerické druhy jsou nejpočetnější, dříve však byla tato skupiny rozšířena na podstatně větší geografické ploše (jak nasvědčují objevy z Mongolska i odjinud). Skupina byla definována a pojmenována již roku 1923, explicitně je však vedena až od publikování Makovického studie z roku 2001.

## Popsané rody
- Asiaceratops
- Bainoceratops
- Cerasinops
- Ferrisaurus
- Gremlin
- Gryphognathus
- Ischioceratops
- Leptoceratops (typus)
- Montanoceratops
- Prenoceratops
- ?Serendipaceratops
- Udanoceratops
- Unescoceratops
- Zhuchengceratops